# Walter Béneke
Carlos Walter Teodoro Béneke Medina (31 de mayo de 1930 - 27 de abril de 1980) fue un politólogo, economista, sociólogo, periodista y escritor salvadoreño. Ejerció varios cargos diplomáticos y fungió como Ministerio de Educación y de Relaciones Exteriores.
Es conocido por estar al frente de la Reforma educativa de 1968 y por ser el impulsor de la Televisión Educativa de El Salvador (Canal 10), bajo el periodo presidencial de Fidel Sánchez Hernández.
Además de ser autor de dos obras dramáticas galardonadas: «El paraíso de los imprudentes» (1955) y «Funeral Home» (1958).

## Juventud, estudios y formación
Walter Béneke nació en 1930, en la cuna de una familia terrateniente de clase media alta. Hijo de Sara Medina de Béneke, la cual fue presidente de la "Sociedad de Señoras de la Caridad", la cual administra los Hogares de Ancianos San Vicente de Paul; su padre, por otro lado, era de origen alemán. Realizó sus estudios secundarios en el colegio jesuita Externado de San José de San Salvador.
A inicios de los años 1950 viajó hacia España para estudiar Ciencias políticas y economía en la Universidad Central de Madrid. Luego conocería al futuro presidente Fidel Sánchez Hernández, el cual realizaba en esa época sus estudios militares precisamente en la ciudad de Madrid. Continuó formándose con cursos de Periodismo y Problemas Contemporáneos en la Universidad Internacional Marcelino Menéndez y Pelayo de Santander. Durante esta época, Béneke se dedicó a viajar por algunos países de Europa, tales como Francia, Suiza, Alemania, Noruega, Suecia y Dinamarca, absorbiendo gran cantidad de conocimiento de la cultura europea.

### Literatura
A mediados de los años 1950, Walter Béneke regresó a El Salvador para incursionar en el teatro de corte existencialista. En 1955 resultó ganador de los Juegos Florales de San Salvador por su obra El paraíso de los imprudentes (1955) y en 1958 obtendría el primer lugar en la rama de teatro del IV Certamen Nacional de Cultura por Funeral Home (1958).

## Vida diplomática y política
A principios de la década de 1960 trabajó en el Ministerio de Economía, luego fue nombrado como Secretario de la Embajada de El Salvador en Alemania y en 1961 fue asignado como Embajador en Japón (1961-1966).
En Japón, Béneke quedó impresionado por la manera en que el gobierno japonés hacía uso de la televisión con propósitos educacionales. Entonces le pidió a la Nippon Hōsō Kyōkai (Corporación Radiodifusura de Japón) que dirigiera un estudio de acerca de la posibilidad implementar la televisión instructiva en El Salvador. En 1963 se revelaron los resultados de dicho estudio y mostraba que era muy favorable realizar el proyecto e invertir en el equipo para lograrlo. Es importante señalar que Walter Béneke fue accionista de una empresa japonesa que le vendió el equipo electrónico al gobierno. Este tipo de denuncias se hicieron posteriormente, y fueron parte de las inconformidades del sector docente con respecto a las maniobras internas del Ministerio de Educación.
Se creó una comisión en 1963 para llevar a cabo dicho proyecto pero no logró tomar acciones en concreto. En 1964 se creó un departamento de televisión educativa, pero poseía poco presupuesto y prioridad por el entonces ministro de educación. En 1966, Béneke dejó su cargo de embajador y fue asignado a la cabeza de la Comisión de Televisión Educativa de El Salvador. Tras varias reuniones acordaron implementar el programa a con estudiantes a partir del tercer ciclo de educación básica, teniendo en cuenta la búsqueda de financiamiento para el proyecto.

### Ministro de Educación
Al asumir la presidencia en julio de 1967, Fidel Sánchez Hernández puso a Béneke cargo del Ministerio de Educación, estando a la cabeza de la realización de la llamada Reforma educativa de 1968.
La Reforma educativa consistía en reorganizar la administración del Ministerio de Educación, diversificar los planes de estudio de la educación media, es decir, diversificar los bachilleratos diversificados con el objetivo de brindar herramientas técnicas a los estudiantes para integrarse en el mercado laboral e implementar la televisión educativa en los salones de clase.
Pero para 1968, esta reforma había generado una oposición, encabezada por el sindicato de los maestros, la Asociación Nacional de Educadores Salvadoreños (ANDES), cuyas huelgas llegaron a paralizar el sistema educativo del país.

## Otros cargos desempeñados
Después de fungir como Ministro de Educación, se le asignó el cargo de Ministro de Relaciones Exteriores entre 1971 y 1972. Asimismo fue director del Instituto Tecnológico Centroamericano y del Banco Hipotecario de El Salvador, fue Secretario de la Embajada de El Salvador en Guatemala y Embajador de El Salvador en Austria.

## Asesinato
Fue asesinado el 27 de abril de 1980 a las afueras de su casa sin esclarecerse cuál era el móvil del crimen y quién había sido el perpetrador de su muerte.

## Obras
- El paraíso de los imprudentes (Ministerio de Cultura, Departamento Editorial,1955)
- Funeral Home (Ministerio de Cultura, Departamento Editorial, 1958)